# Bob Sanders
Demond "Bob" Sanders (født 24. februar 1981 i Erie, Pennsylvania, USA) er en tidligere amerikansk football-spiller, der spillede som safety for NFL-holdene San Diego Chargers og Indianapolis Colts. Hans karriere strakte sig fra 2004 til 2011.
Sanders er to gange, i 2005 og 2007, blevet udtaget til NFL's All-Star kamp, Pro Bowl.